# Ctenogobius boleosoma
Ctenogobius boleosoma es una especie de peces de la familia de los Gobiidae en el orden de los Perciformes.

## Morfología
Los machos pueden llegar a alcanzar los 7,5 cm de longitud total

## Depredadores
En Brasil es depredado por Eleotris Pisón y Dormitator maculatus .

## Hábitat
Es un pez de Clima tropical y asociado a los  arrecifes de coral.

## Distribución geográfica
Se encuentra en el Atlántico occidental: desde Carolina del Norte (los Estados Unidos), las Bahamas y el norte del Golfo de México hasta  Río de Janeiro (el Brasil ).

## Observaciones
Es inofensivo para los humanos.